# روناگو
روناگو (به ایتالیایی: Ronago) یک کومونه در ایتالیا است که در استان کومو واقع شده‌است.

## خصوصیات
روناگو ۲٫۱ کیلومترمربع مساحت و ۱٬۶۴۸ نفر جمعیت دارد.